# 金永哲 (1953年)
金永哲（1953年2月25日—），韓國男演員。

## 演出作品

### 電視劇
- 1988年：KBS《那年暖冬》
- 1990年：MBC《我愛你》
- 1991年：KBS《王道》飾演 洪國榮
- 1991年：KBS《兄》
- 1995年：KBS《地面共振》
- 1995年：KBS《風的兒子》
- 1997年：KBS《春逝》
- 2000年：KBS《太祖王建》飾演 弓裔
- 2002年：SBS《野人時代》飾演 金斗漢
- 2002年：MBC《危機男子》
- 2006年：KBS《首爾1945》
- 2006年：MBC《有多愛》
- 2006年：MBC《愛情現在結束了》
- 2008年：KBS《大王世宗》飾演 朝鮮太宗
- 2008年：KBS《回來的大醬湯鍋》飾演 姜社長
- 2009年：KBS《IRIS》飾演 白山
- 2010年：KBS《名家》飾演 崔震立
- 2010年：SBS《人生多美麗》飾演 梁炳泰
- 2011年：KBS《公主的男人》飾演 首陽大君（朝鮮世祖）
- 2012年：TV朝鮮《爸爸對不起》飾演 龍萬
- 2012年：KBS《赤道的男人》飾演 陳盧植
- 2012年：KBS《星星月亮摘給你》飾演 徐萬浩
- 2012年：KBS《世上哪裡都找不到的善良男人》飾演 徐正奎
- 2013年：KBS《IRIS 2》飾演 白山
- 2013年：KBS《劍與花》飾演 榮留王
- 2014年：KBS《陽光滿溢》飾演 韓太伍
- 2014年：KBS《真是好時節》飾演 姜太燮
- 2016年：KBS《蔣英實》飾演 太宗李芳遠
- 2016年：MBC《家和萬事成》飾演 奉三峰
- 2017年：KBS《爸爸好奇怪》飾演 卞漢秀/李允錫
- 2017年：tvN《犯罪心理》飾演 白山
- 2019年：JTBC《我的國家》飾演 李成桂
- 2020年：KBS《暗行御史：朝鮮秘密搜查團》
- 2021年：OCN《Times》飾演 徐基泰
- 2021年：KBS《太宗李芳遠》 飾演 李成桂

### 電影
- 1981年：《白色微笑》
- 1985年：《吃了一半的蘋果》
- 1988年：《三世姻緣》
- 1989年：《很久以後》
- 2005年：《甜蜜的人生》
- 2007年：《那傢夥的聲音》
- 2007年：《我的父親》
- 2010年：《IRIS 電影版》
- 2014年：《技術者們》
- 2015年：《對不起 我愛你 謝謝你》

## 獲獎
- 1985年：KBS演技大賞－男子優秀演技獎
- 1987年：KBS演技大賞－男子優秀演技獎
- 1989年：第25屆百想藝術大賞－電視部門 男子最優秀演技獎
- 1996年：KBS演技大賞－男子優秀演技獎
- 2000年：KBS演技大賞－大賞
- 2001年：第37屆百想藝術大賞－電視部門 男子最優秀演技獎
- 2001年：第28屆韓國放送大賞－演技獎
- 2002年：最佳著裝特別獎
- 2007年：第一屆韓國電視節－特別賞（有多愛）
- 2008年：第16屆春史電影賞最佳男配角
- 2012年：KBS演技大賞－日日劇男子優秀演技賞（星星月亮摘給你）
- 2017年：KBS演技大賞－大賞（爸爸好奇怪）

## 外部連結
- 무비스트 - 김영철 （页面存档备份，存于）
- 한겨레 영화세상 - 김영철